# 爱氏马先蒿
爱氏马先蒿（学名：Pedicularis elliotii）是列当科马先蒿属的植物，为中国的特有植物。分布在中国大陆的西藏等地，生长于海拔4,000米的地区，常生于溪旁潮湿处，目前尚未由人工引种栽培。